# Svetovno prvenstvo v hokeju na ledu 1962
Svetovno prvenstvo v hokeju na ledu 1962 je bilo devetindvajseto Svetovno prvenstvo v hokeju na ledu. Potekalo je med 7. in 18. marcem 1962 v Denverju in Colorado Springsu, ZDA. Zlato medaljo je osvojila švedska reprezentanca, srebrno kanadska, bronasto pa ameriška, v konkurenci štirinajstih reprezentanc, po kakovosti razdeljenih v skupini A in B. Zaradi izključitve vzhodnonemške zaradi izgradnje Berlinskega zidu, so sovjetska (bronasta z zadnjega prvenstva), češkoslovaška (aktualni podprvak), poljska, romunska in jugoslovanska reprezentanca bojkotirale prvenstvo. 

## Dobitniki medalj
| Zlato | Srebro | Bron |
| ŠvedskaLennart Häggroth Kjell Svensson Gert Blomé Nils Johansson Bertil Karlsson Bert-Ola Nordlander Roland Stoltz Anders Andersson Leif Andersson Per-Olov Härdin Lars-Eric Lundvall Eilert Määttä Nils Nilsson Ronald Pettersson Ulf Sterner Sven Tumba Uno Öhrlund | KanadaRobert Brown John Douglas Me Hogan Harold Hurley Robert Mader Ted Maki John Malo Seth Martin Robert McKnight Jack McLeod William Mitchell Robert Robertson Donald Rope Ted Sloan Harry Smith Sofiak Bill Wylie | ZDABall Herbert Brooks Paul Coppo Roger Christian William Christian William Daley Donald Hall Kenneth Johansson Logue Larsson Butch Mackay Oscar Mahle Thomas Martin John Mayasich Reginald Meserve John Poole Richard Roberge Gordie Trottle |

## Tekme

### Skupina A
| 8. marec 1962 | Švica | 6:3 | Združeno kraljestvo | Colorado Springs, ZDA |

| Poročilo tekme      | Poročilo tekme | Poročilo tekme | Poročilo tekme | Poročilo tekme |
| ------------------- | -------------- | -------------- | -------------- | -------------- |
| Začetek: ni podatka |                |                |                |                |

| 8. marec 1962 | ZDA | 14:1 | Norveška | Colorado Springs, ZDA |

| Poročilo tekme      | Poročilo tekme | Poročilo tekme | Poročilo tekme | Poročilo tekme |
| ------------------- | -------------- | -------------- | -------------- | -------------- |
| Začetek: ni podatka |                |                |                |                |

| 8. marec 1962 | Kanada | 8:1 | Finska | Denver, ZDA |

| Poročilo tekme      | Poročilo tekme | Poročilo tekme | Poročilo tekme | Poročilo tekme |
| ------------------- | -------------- | -------------- | -------------- | -------------- |
| Začetek: ni podatka |                |                |                |                |

| 9. marec 1962 | Finska | 5:7 | Združeno kraljestvo | Denver, ZDA |

| Poročilo tekme      | Poročilo tekme | Poročilo tekme | Poročilo tekme | Poročilo tekme |
| ------------------- | -------------- | -------------- | -------------- | -------------- |
| Začetek: ni podatka |                |                |                |                |

| 9. marec 1962 | Švedska | 17:2 | Švica | Colorado Springs, ZDA |

| Poročilo tekme      | Poročilo tekme | Poročilo tekme | Poročilo tekme | Poročilo tekme |
| ------------------- | -------------- | -------------- | -------------- | -------------- |
| Začetek: ni podatka |                |                |                |                |

| 9. marec 1962 | Zahodna Nemčija | 4:6 | Norveška | Denver, ZDA |

| Poročilo tekme      | Poročilo tekme | Poročilo tekme | Poročilo tekme | Poročilo tekme |
| ------------------- | -------------- | -------------- | -------------- | -------------- |
| Začetek: ni podatka |                |                |                |                |

| 10. marec 1962 | ZDA | 1:2 | Švedska | Denver, ZDA |

| Poročilo tekme      | Poročilo tekme | Poročilo tekme | Poročilo tekme | Poročilo tekme |
| ------------------- | -------------- | -------------- | -------------- | -------------- |
| Začetek: ni podatka |                |                |                |                |

| 10. marec 1962 | Kanada | 8:0 | Zahodna Nemčija | Colorado Springs, ZDA |

| Poročilo tekme      | Poročilo tekme | Poročilo tekme | Poročilo tekme | Poročilo tekme |
| ------------------- | -------------- | -------------- | -------------- | -------------- |
| Začetek: ni podatka |                |                |                |                |

| 11. marec 1962 | Kanada | 7:2 | Švica | Denver, ZDA |

| Poročilo tekme      | Poročilo tekme | Poročilo tekme | Poročilo tekme | Poročilo tekme |
| ------------------- | -------------- | -------------- | -------------- | -------------- |
| Začetek: ni podatka |                |                |                |                |

| 11. marec 1962 | Norveška | 12:2 | Združeno kraljestvo | Denver, ZDA |

| Poročilo tekme      | Poročilo tekme | Poročilo tekme | Poročilo tekme | Poročilo tekme |
| ------------------- | -------------- | -------------- | -------------- | -------------- |
| Začetek: ni podatka |                |                |                |                |

| 11. marec 1962 | ZDA | 6:3 | Finska | Denver, ZDA |

| Poročilo tekme      | Poročilo tekme | Poročilo tekme | Poročilo tekme | Poročilo tekme |
| ------------------- | -------------- | -------------- | -------------- | -------------- |
| Začetek: ni podatka |                |                |                |                |

| 12. marec 1962 | Norveška | 7:5 | Švica | Colorado Springs, ZDA |

| Poročilo tekme      | Poročilo tekme | Poročilo tekme | Poročilo tekme | Poročilo tekme |
| ------------------- | -------------- | -------------- | -------------- | -------------- |
| Začetek: ni podatka |                |                |                |                |

| 12. marec 1962 | Zahodna Nemčija | 9:0 | Združeno kraljestvo | Denver, ZDA |

| Poročilo tekme      | Poročilo tekme | Poročilo tekme | Poročilo tekme | Poročilo tekme |
| ------------------- | -------------- | -------------- | -------------- | -------------- |
| Začetek: ni podatka |                |                |                |                |

| 12. marec 1962 | Švedska | 12:2 | Finska | Colorado Springs, ZDA |

| Poročilo tekme      | Poročilo tekme | Poročilo tekme | Poročilo tekme | Poročilo tekme |
| ------------------- | -------------- | -------------- | -------------- | -------------- |
| Začetek: ni podatka |                |                |                |                |

| 13. marec 1962 | Kanada | 3:5 | Švedska | Colorado Springs, ZDA |

| Poročilo tekme      | Poročilo tekme | Poročilo tekme | Poročilo tekme | Poročilo tekme |
| ------------------- | -------------- | -------------- | -------------- | -------------- |
| Začetek: ni podatka |                |                |                |                |

| 13. marec 1962 | ZDA | 8:4 | Zahodna Nemčija | Denver, ZDA |

| Poročilo tekme      | Poročilo tekme | Poročilo tekme | Poročilo tekme | Poročilo tekme |
| ------------------- | -------------- | -------------- | -------------- | -------------- |
| Začetek: ni podatka |                |                |                |                |

| 14. marec 1962 | Finska | 7:4 | Švica | Colorado Springs, ZDA |

| Poročilo tekme      | Poročilo tekme | Poročilo tekme | Poročilo tekme | Poročilo tekme |
| ------------------- | -------------- | -------------- | -------------- | -------------- |
| Začetek: ni podatka |                |                |                |                |

| 14. marec 1962 | Kanada | 14:1 | Norveška | Denver, ZDA |

| Poročilo tekme      | Poročilo tekme | Poročilo tekme | Poročilo tekme | Poročilo tekme |
| ------------------- | -------------- | -------------- | -------------- | -------------- |
| Začetek: ni podatka |                |                |                |                |

| 14. marec 1962 | ZDA | 12:5 | Združeno kraljestvo | Colorado Springs, ZDA |

| Poročilo tekme      | Poročilo tekme | Poročilo tekme | Poročilo tekme | Poročilo tekme |
| ------------------- | -------------- | -------------- | -------------- | -------------- |
| Začetek: ni podatka |                |                |                |                |

| 15. marec 1962 | Švedska | 17:0 | Združeno kraljestvo | Denver, ZDA |

| Poročilo tekme      | Poročilo tekme | Poročilo tekme | Poročilo tekme | Poročilo tekme |
| ------------------- | -------------- | -------------- | -------------- | -------------- |
| Začetek: ni podatka |                |                |                |                |

| 15. marec 1962 | Finska | 9:3 | Zahodna Nemčija | Colorado Springs, ZDA |

| Poročilo tekme      | Poročilo tekme | Poročilo tekme | Poročilo tekme | Poročilo tekme |
| ------------------- | -------------- | -------------- | -------------- | -------------- |
| Začetek: ni podatka |                |                |                |                |

| 16. marec 1962 | ZDA | 12:1 | Švica | Denver, ZDA |

| Poročilo tekme      | Poročilo tekme | Poročilo tekme | Poročilo tekme | Poročilo tekme |
| ------------------- | -------------- | -------------- | -------------- | -------------- |
| Začetek: ni podatka |                |                |                |                |

| 16. marec 1962 | Švedska | 10:2 | Norveška | Colorado Springs, ZDA |

| Poročilo tekme      | Poročilo tekme | Poročilo tekme | Poročilo tekme | Poročilo tekme |
| ------------------- | -------------- | -------------- | -------------- | -------------- |
| Začetek: ni podatka |                |                |                |                |

| 17. marec 1962 | Švedska | 4:0 | Zahodna Nemčija | Denver, ZDA |

| Poročilo tekme      | Poročilo tekme | Poročilo tekme | Poročilo tekme | Poročilo tekme |
| ------------------- | -------------- | -------------- | -------------- | -------------- |
| Začetek: ni podatka |                |                |                |                |

| 17. marec 1962 | Finska | 5:2 | Norveška | Colorado Springs, ZDA |

| Poročilo tekme      | Poročilo tekme | Poročilo tekme | Poročilo tekme | Poročilo tekme |
| ------------------- | -------------- | -------------- | -------------- | -------------- |
| Začetek: ni podatka |                |                |                |                |

| 17. marec 1962 | Kanada | 12:2 | Združeno kraljestvo | Colorado Springs, ZDA |

| Poročilo tekme      | Poročilo tekme | Poročilo tekme | Poročilo tekme | Poročilo tekme |
| ------------------- | -------------- | -------------- | -------------- | -------------- |
| Začetek: ni podatka |                |                |                |                |

| 18. marec 1962 | ZDA | 1:6 | Kanada | Colorado Springs, ZDA |

| Poročilo tekme      | Poročilo tekme | Poročilo tekme | Poročilo tekme | Poročilo tekme |
| ------------------- | -------------- | -------------- | -------------- | -------------- |
| Začetek: ni podatka |                |                |                |                |

| 18. marec 1962 | Zahodna Nemčija | 7:1 | Švica | Denver, ZDA |

| Poročilo tekme      | Poročilo tekme | Poročilo tekme | Poročilo tekme | Poročilo tekme |
| ------------------- | -------------- | -------------- | -------------- | -------------- |
| Začetek: ni podatka |                |                |                |                |

#### Lestvica
OT-odigrane tekme, z-zmage, n-neodločeni izidi, P-porazi, DG-doseženo goli, PG-prejeti goli, GR-gol razlika, T-točke.
| # | Reprezentanca       | OT | Z | N | P | DG | PG | GR  | T  |
| - | ------------------- | -- | - | - | - | -- | -- | --- | -- |
| 1 | Švedska             | 7  | 7 | 0 | 0 | 67 | 10 | +57 | 14 |
| 2 | Kanada              | 7  | 6 | 0 | 1 | 58 | 12 | +46 | 12 |
| 3 | ZDA                 | 7  | 5 | 0 | 2 | 54 | 23 | +31 | 10 |
| 4 | Finska              | 7  | 3 | 0 | 4 | 32 | 42 | -10 | 6  |
| 5 | Norveška            | 7  | 3 | 0 | 4 | 32 | 54 | -22 | 6  |
| 6 | Zahodna Nemčija     | 7  | 2 | 0 | 5 | 27 | 36 | -9  | 4  |
| 7 | Švica               | 7  | 1 | 0 | 6 | 21 | 60 | -39 | 2  |
| 8 | Združeno kraljestvo | 7  | 1 | 0 | 6 | 19 | 73 | -54 | 2  |

### Skupina B
| 8. marec 1962 | Avstralija | 4:6 | Nizozemska | Denver, ZDA |

| Poročilo tekme      | Poročilo tekme | Poročilo tekme | Poročilo tekme | Poročilo tekme |
| ------------------- | -------------- | -------------- | -------------- | -------------- |
| Začetek: ni podatka |                |                |                |                |

| 9. marec 1962 | Japonska | 10:8 | Francija | Colorado Springs, ZDA |

| Poročilo tekme      | Poročilo tekme | Poročilo tekme | Poročilo tekme | Poročilo tekme |
| ------------------- | -------------- | -------------- | -------------- | -------------- |
| Začetek: ni podatka |                |                |                |                |

| 10. marec 1962 | Avstrija | 0:17 | Avstralija | Colorado Springs, ZDA |

| Poročilo tekme      | Poročilo tekme | Poročilo tekme | Poročilo tekme | Poročilo tekme |
| ------------------- | -------------- | -------------- | -------------- | -------------- |
| Začetek: ni podatka |                |                |                |                |

| 10. marec 1962 | Nizozemska | 9:4 | Danska | Denver, ZDA |

| Poročilo tekme      | Poročilo tekme | Poročilo tekme | Poročilo tekme | Poročilo tekme |
| ------------------- | -------------- | -------------- | -------------- | -------------- |
| Začetek: ni podatka |                |                |                |                |

| 11. marec 1962 | Francija | 7:2 | Danska | Colorado Springs, ZDA |

| Poročilo tekme      | Poročilo tekme | Poročilo tekme | Poročilo tekme | Poročilo tekme |
| ------------------- | -------------- | -------------- | -------------- | -------------- |
| Začetek: ni podatka |                |                |                |                |

| 12. marec 1962 | Avstralija | 2:13 | Japonska | Denver, ZDA |

| Poročilo tekme      | Poročilo tekme | Poročilo tekme | Poročilo tekme | Poročilo tekme |
| ------------------- | -------------- | -------------- | -------------- | -------------- |
| Začetek: ni podatka |                |                |                |                |

| 13. marec 1962 | Francija | 13:1 | Avstralija | Colorado Springs, ZDA |

| Poročilo tekme      | Poročilo tekme | Poročilo tekme | Poročilo tekme | Poročilo tekme |
| ------------------- | -------------- | -------------- | -------------- | -------------- |
| Začetek: ni podatka |                |                |                |                |

| 13. marec 1962 | Nizozemska | 1:12 | Avstrija | Denver, ZDA |

| Poročilo tekme      | Poročilo tekme | Poročilo tekme | Poročilo tekme | Poročilo tekme |
| ------------------- | -------------- | -------------- | -------------- | -------------- |
| Začetek: ni podatka |                |                |                |                |

| 14. marec 1962 | Japonska | 7:3 | Avstrija | Denver, ZDA |

| Poročilo tekme      | Poročilo tekme | Poročilo tekme | Poročilo tekme | Poročilo tekme |
| ------------------- | -------------- | -------------- | -------------- | -------------- |
| Začetek: ni podatka |                |                |                |                |

| 15. marec 1962 | Francija | 6:2 | Nizozemska | Colorado Springs, ZDA |

| Poročilo tekme      | Poročilo tekme | Poročilo tekme | Poročilo tekme | Poročilo tekme |
| ------------------- | -------------- | -------------- | -------------- | -------------- |
| Začetek: ni podatka |                |                |                |                |

| 15. marec 1962 | Danska | 2:6 | Avstralija | Denver, ZDA |

| Poročilo tekme      | Poročilo tekme | Poročilo tekme | Poročilo tekme | Poročilo tekme |
| ------------------- | -------------- | -------------- | -------------- | -------------- |
| Začetek: ni podatka |                |                |                |                |

| 16. marec 1962 | Nizozemska | 2:20 | Japonska | Colorado Springs, ZDA |

| Poročilo tekme      | Poročilo tekme | Poročilo tekme | Poročilo tekme | Poročilo tekme |
| ------------------- | -------------- | -------------- | -------------- | -------------- |
| Začetek: ni podatka |                |                |                |                |

| 16. marec 1962 | Francija | 1:10 | Avstrija | Denver, ZDA |

| Poročilo tekme      | Poročilo tekme | Poročilo tekme | Poročilo tekme | Poročilo tekme |
| ------------------- | -------------- | -------------- | -------------- | -------------- |
| Začetek: ni podatka |                |                |                |                |

| 17. marec 1962 | Japonska | 13:1 | Danska | Denver, ZDA |

| Poročilo tekme      | Poročilo tekme | Poročilo tekme | Poročilo tekme | Poročilo tekme |
| ------------------- | -------------- | -------------- | -------------- | -------------- |
| Začetek: ni podatka |                |                |                |                |

| 18. marec 1962 | Danska | 0:7 | Avstrija | Denver, ZDA |

| Poročilo tekme      | Poročilo tekme | Poročilo tekme | Poročilo tekme | Poročilo tekme |
| ------------------- | -------------- | -------------- | -------------- | -------------- |
| Začetek: ni podatka |                |                |                |                |

#### Lestvica
OT-odigrane tekme, z-zmage, n-neodločeni izidi, P-porazi, DG-doseženo goli, PG-prejeti goli, GR-gol razlika, T-točke.
| #  | Reprezentanca | OT | Z | N | P | DG | PG | GR  | T  |
| -- | ------------- | -- | - | - | - | -- | -- | --- | -- |
| 9  | Japonska      | 5  | 5 | 0 | 0 | 63 | 16 | +47 | 10 |
| 10 | Avstrija      | 5  | 4 | 0 | 1 | 49 | 9  | +40 | 8  |
| 11 | Francija      | 5  | 3 | 0 | 2 | 35 | 25 | +10 | 6  |
| 12 | Nizozemska    | 5  | 2 | 0 | 3 | 20 | 46 | +26 | 4  |
| 13 | Avstralija    | 5  | 1 | 0 | 4 | 13 | 51 | -38 | 2  |
| 14 | Danska        | 5  | 0 | 0 | 5 | 9  | 42 | -33 | 0  |

## Končni vrstni red
1. Švedska
2. Kanada
3. ZDA
4. Finska
5. Norveška
6. Zahodna Nemčija
7. Švica
8. Združeno kraljestvo
9. Japonska
10. Avstrija
11. Francija
12. Nizozemska
13. Avstralija
14. Danska